# Christian Samuel Theodor Bernd
Christian Samuel Theodor Bernd (Meseritz, 1775 – Bonn, 1854) è stato uno storico tedesco.
Bibliotecario e poi docente di araldica all'università di Bonn dal 1822, gli si devono studi basilari sull'araldica tedesca.